# نادي محمودية
نادي محمودية (بالفارسية: کلپ فوتبال محمودیه) ، هو نادي رياضي لكرة القدم في العاصمة الأفغانية كابل ، وهو أقدم الأندية الرياضية في أفغانستان، تأسس سنة 1934م، ويعتبر نادي محمودية أول من أسهم في ازدهار رياضة كرة القدم في حينه